# Lena Wilson
Lena Wilson (* ca. 1898 in Charlotte (North Carolina); † ca. 1939 in New York City) war eine US-amerikanische Blues-Sängerin.

## Leben und Wirken
Wilson war adoptiert und sang 1918–1920 mit ihrem Bruder Danny Wilson als Vaudeville-Künstlerin im Tourneeprogramm der Theater Owners Booking Association in den Südstaaten der USA. 1921 traten die Geschwister in Louisville (Kentucky) mit Edith Goodall, die bald darauf Danny heiratete und mit ihnen im Trio auftrat.  Danny, der die beiden als Pianist begleitete, regte sie an, nicht nur Bluessongs, sondern auch andere Lieder darzubieten.
Die meisten Aufnahmen Lena Wilsons entstanden zwischen 1922 und 1924, außerdem noch 1930. Sie arbeitete dabei mit verschiedenen Musikern und Bands, wie Nubian Five, Perry Bradford's Jazz Phools, Conaway's Rag Pickers, Fletcher Henderson, Johnny Dunn's Jazz Hounds, Danny Wilson und Edith Wilson. Außerdem nahm sie unter eigenem Namen mit einem Ensemble namens The Jazz Hounds auf, in dem Gus Aiken (Trompete), Garvin Bushell (Klarinette), Herb Flemming (Posaune), John Mitchell (Banjo) und Porter Grainger und Cliff Jackson (Piano) spielten. Zu ihren wichtigen Aufnahmen zählen Memphis, Tennessee, Tain't Nobody's Biz-ness If I Do, Chiropractor Blues und Love Ain't Blind No More.
Wilson sang außerdem während der 1920er Jahre in mehreren Musikrevuen in Harlem. Im folgenden Jahrzehnt heiratete sie den Geiger Shrimp Jones, und trat dann in New York City auf. Sie starb in New York um 1939, wahrscheinlich an Lungenentzündung.